# Massacro di Ash Hollow
Il massacro di Ash Hollow, anche chiamato battaglia di Ash Hollow, fu uno scontro avvenuto durante le guerre indiane, più precisamente durante le Guerre sioux. Il massacro ebbe luogo lungo il fiume Platte, fra l'esercito americano e i Brulé.
A vincere la battaglia furono gli americani: le donne e i bambini Brulé che furono uccisi in questo scontro rappresentavano quasi la metà di tutte le perdite, mentre le altre donne e bambini che furono fatti prigionieri rappresentavano la maggior parte dei prigionieri presi dagli americani. Questa fu una spedizione punitiva: gli americani volevano vendicare il massacro di Grattan, condotto dagli indiani un anno prima.

## Lo sfondo

### Massacro di Grattan
Il 17 agosto 1854 una mucca appartenente ad un mormone che viaggiava lungo la pista dell'Oregon si allontanò e fu uccisa da un Miniconjou di nome Fronte Alta.  Il tenente Hugh Fleming si consultò con il capo Orso Conquistatore per risolvere la faccenda. Egli decise di offrire un proprio capo di bestiame come risarcimento, ma il proprietario della mucca rifiutò. La discussione finì in una situazione di stallo.
Il sottotenente John Lawrence Grattan, ancora inesperto in ambito militare, volendo combattere di persona contro gli indiani, decise di andare ad arrestare Fronte Alta. Uno dei suoi soldati però, vedendo Capo Conquistatore, gli sparò uccidendolo. Allora gli indiani massacrarono Grattan e tutti i suoi soldati.

### La spedizione di Harney
Grattan fu sostituito dal generale William S. Harney, che volendo vendicare il massacro inviò un reggimento verso l'accampamento indiano, seguendo il fiume. Inviò inoltre altri uomini sul fianco dell'accampamento. Cercò di convincere il capo Sioux, Piccolo Tuono, a consegnare i responsabili del massacro. Vistosi rifiutato l'offerta, e avendo scoperto gli indiani i soldati americani in attesa sul fianco, Harney diede l'ordine di attaccare.

## La battaglia
Alcuni sioux si rifugiarono nelle grotte lungo il fiume. Harney fece sparare i suoi uomini verso le caverne, dove uccisero molte donne e bambini. Un grande gruppo di guerrieri a cavallo cavalcò lontano dall'accampamento, verso una via di fuga. Tuttavia la cavalleria americana li inseguì per ore cercando di fermarli. La battaglia finì con la vittoria degli americani, che uccisero 86 Sioux, in gran parte donne e bambini.
In seguito, gli americani fecero una scansione del territorio circostante, non incontrando però resistenza. Dopo la battaglia ci furono circa 10 anni di pace tra i Sioux e gli americani.